# Deplate
deplate è un convertitore che trasforma un documento di testo scritto in un linguaggio di markup (con una sintassi simile a quella utilizzata nei Wiki), in un documento LaTeX, HTML, DocBook, o in testo semplice (plain text).
Scritto in Ruby, include molte funzioni come note, bibliografia, generazione automatica di indici e di sommari, tabelle e riferimenti incrociati.

## Esempi
Le intestazioni (capitoli, sezioni, sottosezioni) sono individuate da uno o più asterischi:
```
* Capitolo
```

```
** Sezione
```

```
*** Sottosezione
```

Per creare una lista:
```
- Primo elemento

- Secondo elemento

  - Sotto elemento

- Terzo elemento
```